# Lama (bouddhisme)
Cette page contient des caractères spéciaux ou non latins. S’ils s’affichent mal (▯, ?, etc.), consultez la page d’aide Unicode.
Pour les articles homonymes, voir Lama.
Le lama (tibétain : བླ་མ་, Wylie : bla ma) est celui qui enseigne le bouddhisme tibétain et ses prolongements en Mongolie ou ailleurs. Le terme, dans la culture tibétaine, a aussi plusieurs significations symboliques.

## Signification

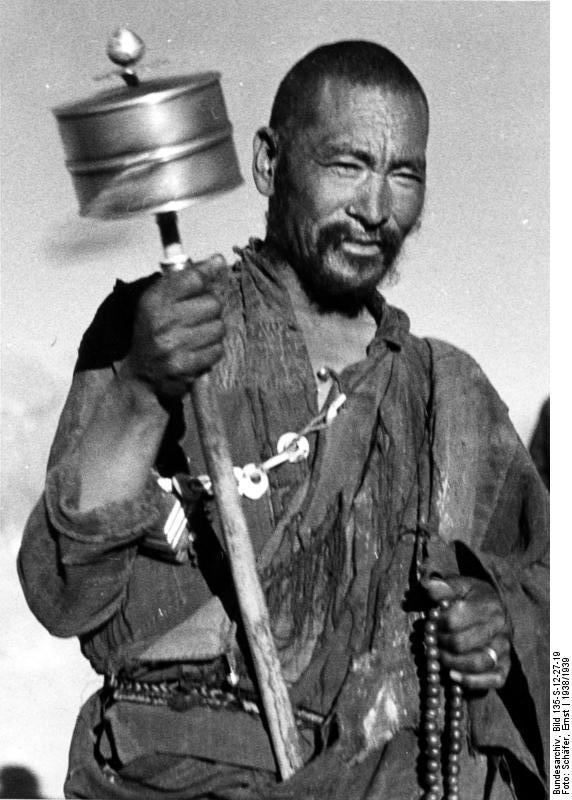
Lama à Lhassa, avec un moulin à prière. Photo Ernst Schäfer, 1937.

Le titre de lama (tibétain : བླ་མ་, Wylie : bla ma, contraction de bla na med pa, « insurpassable »,) est donné à un enseignant religieux du bouddhisme tibétain. Robert A. F. Thurman traduit lama par « mentor ». D'une manière générale, le terme lama, qui s'utilise aussi en Occident, désigne un niveau de réalisation spirituelle avancé. Il s'applique à un enseignant considéré comme une source de la vérité qui libère. Il y a des lamas moines et parfois des lamas nonnes; on trouve aussi des lamas laïques (en particulier dans le Nyingmapa) : Ils vivent à l'écart de leur temple local, mais se réunissent parfois pour la pratique de certains rituels. 
Ce titre peut être utilisé de manière honorifique pour un moine, une nonne ou, dans les écoles gelugpa, nyingma, kagyu et sakyapa, pour un pratiquant avancé du tantrisme, afin d'indiquer le niveau de spiritualité et/ou d'autorité de ces personnes. Il désigne aussi parfois des tulkous — ceux-ci étant souvent qualifiés de « lama réincarné » — comme le dalaï-lama ou le panchen-lama. 

### Deux présentations du terme
« LAMA : traduisant le sanscrit « gourou », « lama » désigne le maître spirituel, plus précisément, dans le cadre du vajrayana. À l'origine, le terme était réservé aux maîtres pleinement réalisés. De nos jours, il s'applique aussi à des personnes ayant une certaine expérience de la voie et pouvant l'enseigner. La plupart des lamas sont des moines, mais certains peuvent être mariés, notamment dans la lignée nyingmapa. Tous les moines ne sont pas nécessairement des lamas. »

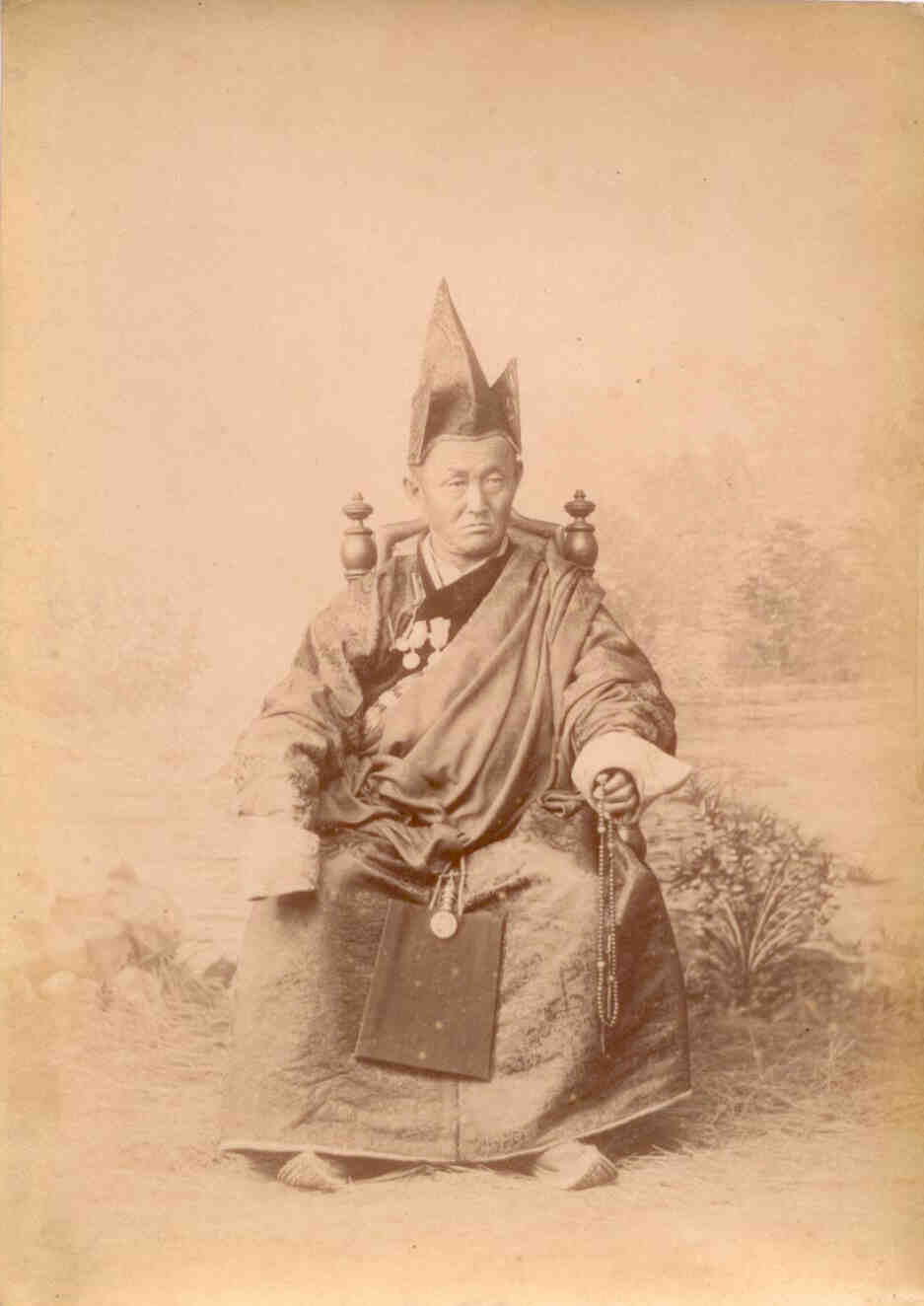
Lama sibérien du bouddhisme tibétain. Photo prise peut-être vers 1883.

Le Dictionnaire de la sagesse orientale apporte les précisions suivantes:

« [Le mot signifie] littéralement « celui qui se tient plus haut ». Dans le bouddhisme tibétain, maître jouissant de la vénération de ses disciples, parce qu'il représente une incarnation pure de la doctrine bouddhique. Fort de son autorité morale, il peut diriger un ou plusieurs monastères ; il exerce aussi une influence sur le plan politique. Le titre honorifique de Rimpoche (« Extraordinairement Précieux »), attribué à certains maîtres particulièrement qualifiés, souligne leur exceptionnelle valeur spirituelle. Toutefois, le terme de lama est aujourd'hui couramment utilisé comme formule de politesse pour s'adresser à un moine tibétain, quel que soit son niveau d'évolution spirituelle. (...) Traditionnellement la formation d'un lama comportait plusieurs années d'études dans différentes disciplines de la philosophie et de la méditation bouddhiques. Au terme d'une retraite de trois années minimum, le lama était enfin habilité à se parer de son titre et à transmettre son savoir. »

On notera cependant que tout moine ou nonne qui a fait une retraite de trois ans n'est pas lama, le niveau qu'il a atteint ne lui permettant pas de porter ce titre. D'ailleurs, on connaît un terme spécifique, droupla, pour désigner le pratiquant enseignants ayant fait une ou deux retraites de trois ans, mais n'ayant pas le niveau de réalisation des lamas ; et s'ils peuvent donner des enseignements, il ne peuvent pas procéder à des transmissions de pouvoir (dbang).

## Le lama intérieur

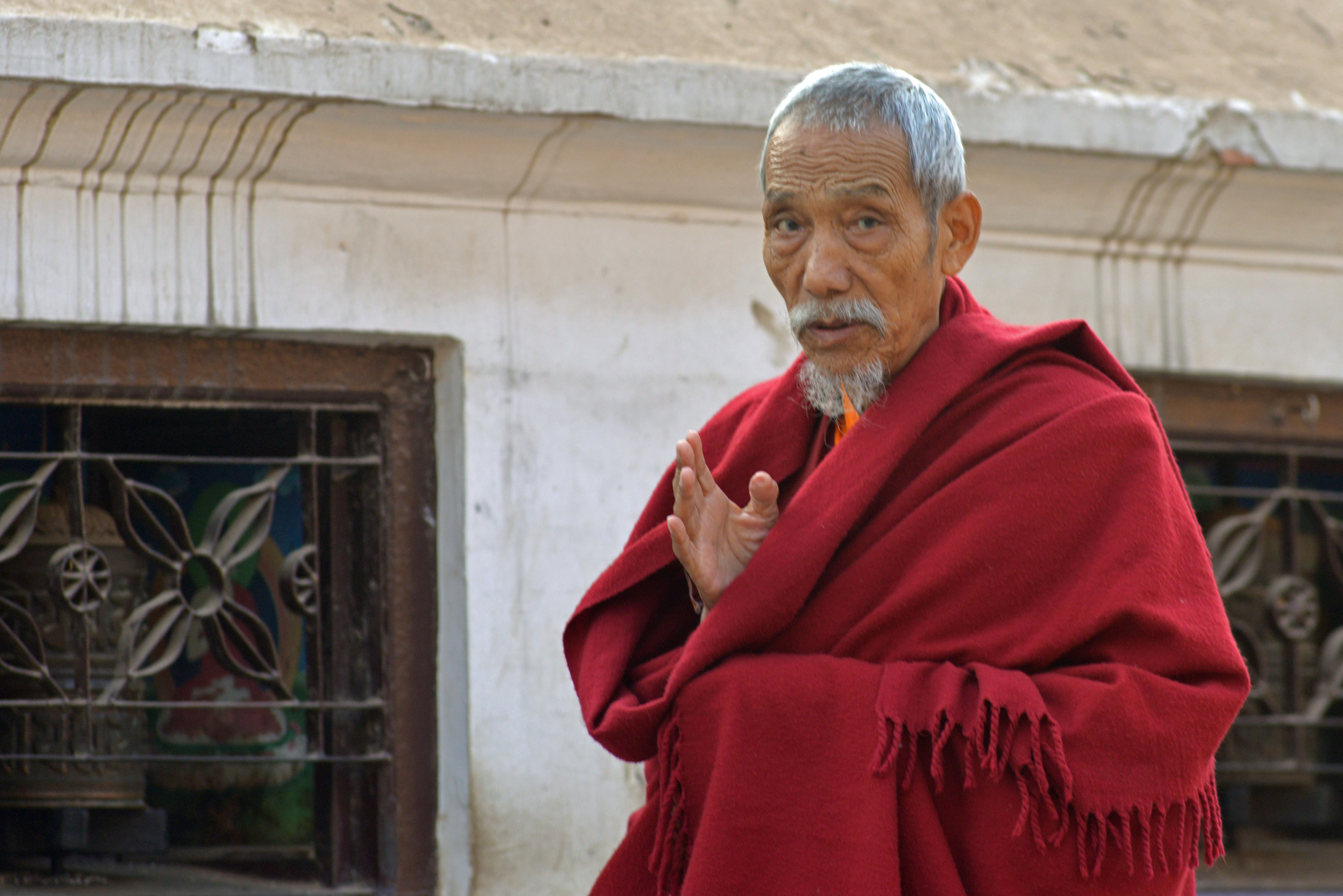
Lama à Boudhanath en 2015.

On peut distinguer entre « lama extérieur » (le maître incarné) et le lama intérieur. Selon Philippe Cornu, « le rôle du lama extérieur est (...) de révéler au disciple, grâce aux enseignements et à la pratique, le lama intérieur qui n'est autre que la nature de bouddha en lui. Dès qu'il l'a réalisé, le disciple n'est plus jamais séparé du maître et toutes les circonstances deviennent des rappels du maître intérieur. »

## Le lama-racine
Le lama-racine n'est pas nécessairement celui qui a donné refuge. Ce terme désigne un maître dont on reçoit des initiations, qui guide pour reconnaître la nature de l'esprit, celui qui nous est le plus proche.

## Lamas dans le monde bouddhique

### En Mongolie
Les voyageurs occidentaux donnent parfois le titre de lama aux moines du bouddhisme mongol. Avant la révolution de 1921, ces moines, ou lamas, formaient une grande part de la population. Selon son récit de voyage de voyage datant des années 1860, M. A. Poussielgue relève que « à condition de passer une année dans un couvent, d'apprendre par cœur quelques versets sacrés, de se raser la tête et de porter un bonnet jaune, est lama qui veut » : et de préciser que la plupart de ces lamas vivaient hors des couvents et exerçaient toutes sortes de métiers, comme berger, courrier, trouvère, etc.

### En France

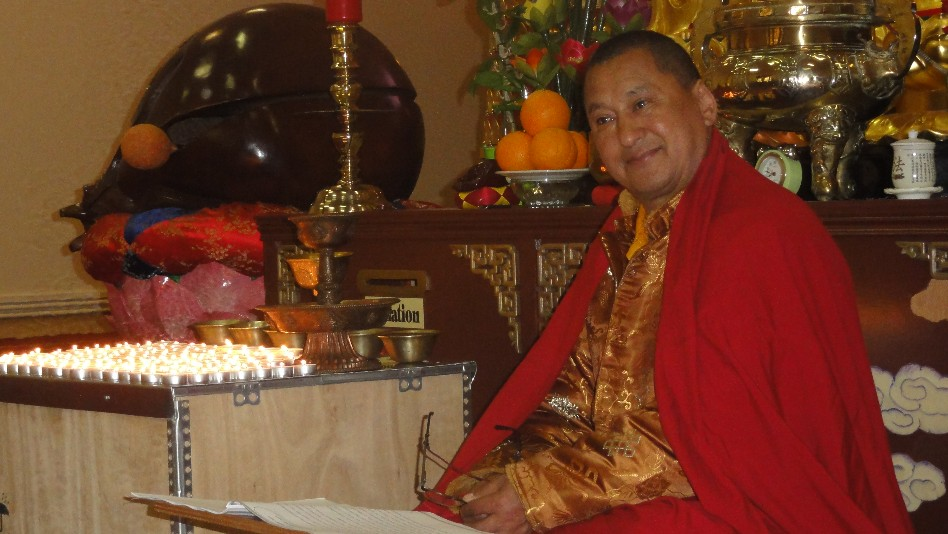
Vén. Lama Tharchin Rinpoché.

Le lama Dagpo Rimpotché est le premier lama tibétain à s'être installé en France (1960). Il a fondé et enseigne, aujourd'hui encore, à la congrégation Ganden Ling, à Veneux-les-Sablons près de Fontainebleau. Le Vénérable lama Konchog Tharchin Rinpoché est un grand maître du bouddhisme tibétain installé en France (1992).